# Concórdia Esporte Clube
O Concórdia Esporte Clube é um clube de futebol, sediado na cidade de Concórdia (Santa Catarina). Atualmente se encontra desativado.
Foi fundado em 16 de dezembro de 1989, quando disputou o campeonato catarinense da segunda divisão. No ano de 1991 foi o campeão desta competição, garantindo presença na série de elite do futebol catarinense. O Concórdia EC, disputou a primeira divisão do campeonato de Santa Catarina até 1996, sempre fazendo boas campanhas.
Em 1996 o clube pediu licença junto à Federação Catarinense de Futebol, e se afastou do futebol profissional.
Jogadores que se destacaram  e foram ídolos no Concórdia EC: Celso (goleiro), Mauro Ovelha (zagueiro), Edson Gomes (zagueiro), Aldair (meia), Carlos Eduardo (meio-campo), Fernando (meio-campo), Branco (meio-campo) Pedrinho (meio-campo), Luizinho (atacante), Barbosa (atacante) e Mica (atacante)
Em 1991 o Concordia foi Campeão Catarinense da Segunda Divisão e teve o Artilheiro da competição: O atacante Luizinho com 15 gols.

## Títulos
- Campeonato Catarinense de Futebol - Série B: 1991